# Jurij Uršič
Jurij Uršič (italijansko Giorgio Ursi), italijanski kolesar slovenskega rodu, * 1. september 1942, Doberdob, Italija, † 8. oktober 1982, Gorica.
Uršič je osnovno šolo obiskoval v Kojskem, leta 1954 se je z družino preselil v Gorico. Kot vajenec je delal v kolesarski delavnici Vuga, obenem se se je vključil tudi v kolesarsko društvo in kot mladinec osvojil okoli trideset tekem. Do 1962 je tekmoval na cestnih dirkah, pozneje tudi v zasledovalni vožnji na dirkališču. Leta 1964 je v tej disciplino osvojil srebrno medaljo na olimpijskih igrah v Tokiu. Leta 2013 je bil sprejet v Hram slovenskih športnih junakov.